# Grivy-Loisy
 Grivy-Loisy  là một xã ở tỉnh Ardennes, thuộc vùng Grand Est ở phía bắc nước Pháp.